# アン・スンギュン
アン・スンギュン（안승균､ 1994年1月18日 - ）は、韓国の俳優、モデル。
テレビドラマ『30だけど17です』、『ソロモンの偽証』、『妖精物語』、Netflix『今、私たちの学校は…』などに出演していることで知られる。

## 活動
2015年にミュージカル「マイ・ママ」でデビューし、2016年JTBCドラマ「ソロモンの偽証」でブラウン管デビュー。
しばらくの間、ドラマで演じる役柄はすべて高校生で、チャン・ドンユンとは『ソロモンの偽証』を含めて3回も同じクラスだった｡29歳となる、2022年に公開の「今、私たちの学校は…」でも高校生として登場する。
2018年頃からは大人の役柄が増加し､ 年間に演劇2本、ドラマ3本ほどの作品に参加し、着実に活動している。

## 履歴
2012年、演劇俳優としてデビュー。

## 私生活

### 兵役
2022年2月17日、義務兵役のため入隊。

## 出演

### 2014年
- 今日よりもっと!! - チョンドン

### 2018年
- 60日間の夏 - ユンソン

### 2022年
- モラルセンス - イ・ハン

- 私を殺してくれ - ヒョンジェ

### 2016年
- ソロモンの偽証 -　チェ・スンヒョン

### 2017年
- 学校2017 - アン・ジョンイル
- アイドル権限代行 - スンギョン
- 私たちが季節なら - ソ・ミンジュ
- アンダンテ - ミン・ギフン

### 2018年
- マイ・ディア・ミスター〜私のおじさん〜 - ソン・ギボム
- 30だけど17です - ジヒョン
- 桂龍仙女殿 - オ・ギョンシク

### 2019年
- ヘチ 王座への道 - アボン
- 幽霊を捕らえろ！ - カン・スホ
- 社交・タンスの理解 - イ・ビョンヒョン

### 2020年
- 365:運命に逆らう1年 - コ・ジェヨン

### 2022年
- 今、私たちの学校は… - オ・ジュニョン